# Чичерин, Тихон Сергеевич
Ти́хон Серге́евич Чиче́рин (11 [23] сентября 1869, Санкт-Петербург — 22 марта [4 апреля] 1904) — российский дворянин, энтомолог, колеоптеролог, из древней и родовитой дворянской семьи Чичериных, племянник философа Б. Н. Чичерина (1828—1904) и троюродный брат будущего наркома Г. В. Чичерина (1872—1936). Крупный специалист по жукам, коллекционер, открывший и описавший более 500 новых для науки таксонов, один из основателей Русского энтомологического обозрения (1901).

## Биография
Родился 11 (23) сентября 1869 года в Петербурге в военной семье, отец — Сергей Павловичъ Чичеринъ (гвардейский офицер), мать — Александра Николаевна (урожд. Кенереръ; артистка Императорских театров). Тихон Сергеевич был прямым потомком сибирского генерал-губернатора Дениса Ивановича Чичерина (1720—1785), племянником философа Б. Н. Чичерина (1828—1904) и троюродным братом наркома Г. В. Чичерина (1872—1936). Биологического образования не имел, но у него был природный талант систематика и он с юности заинтересовался энтомологией.
- 1886 — в «Трудах Русского Энтомологического общества» опубликована первая энтомологическая статья Чичерина (в возрасте 17 лет) с описанием нового вида жужелиц. В том же номере была и первая статья А. П. Семенова-Тян-Шанского, с которым они вскоре познакомились и подружились[2].
- 1889—1892 — после окончания привилегированного закрытого С.-Петербургского Училища правоведения Чичерин был назначен на должность товарища (то есть заместителя) прокурора Дагестанской области (с центром в г. Темир-Хан-Шура; ныне г. Буйнакск).
- 1892 — получив крупное наследство, Тихон Сергеевич вышел в отставку, вернулся в Петербург и целиком посвятил себя любимому делу — энтомологии, начал работать в Зоологическом Музее Академии наук. В период 1893—1896 г.г. он интенсивно работал в Музее, став одним из «добровольцев науки»[2].
- 1896 — временно переселился в именье Ольгино (во Владимирской губернии), совершил поездку за границу — в Германию, Францию, Бельгию, где работал с крупными коллекциями насекомых в местных музеях.
- 1899—1901 — экспедиция на Мадагаскар[2].
- В 1901 году в Ярославле он стал одним из отцов-основателей Русского энтомологического обозрения, ставшего позднее основным российским энтомологическим научным журналом и официальным печатным органом РЭО)[2].
- 1902 — переезд из Ольгина в Петербург, работа с обширными коллекциями жуков П. П. Семенова-Тян-Шанского, собранными во многих странах мира. Редакционная работа в Русского энтомологического обозрения[2].

Трагически погиб в возрасте 34 лет (он покончил с собой 22 марта (4 апреля) 1904 года из-за крупного проигрыша).

## Труды и признание
Общий объём печатных трудов Чичерина составил более 1000 стр. (более 120 статей). В опубликованных работах им было описано 598 видов из всех частей света (главным образом, жужелиц из семейства Carabidae), установлено 39 новых родов. Для триб жуков-жужелиц Птеростихини и Гарпалини он заложил основы их современной системы.
В честь Чичерина названы десятки видов и других таксонов насекомых, в том числе, южноамериканская подтриба жужелиц Tichoniina, роды этого семейства Tichonilla, Tschitscherinea, Tschitscherinellus, листоед Tschitscherinula и множество других жуков.
- 1886 — избран членом-корреспондентом, а в 1893 — действительным членом РЭО[3].
- 1889 — избран членом-сотрудником Императорского Русского Географического общества, которое затем наградило его своей серебряной медалью[3].
- 1895 — избран корреспондентом Зоологического музея[3].
- 1898 — избран членом Французского энтомологического общества[3].

## Таксоны, названные в его честь
- Кравчик Чичерина — жук из надсемейства пластинчатоусых.
- Усач Чичерина — жук из семейства усачей.